# Universität Białystok

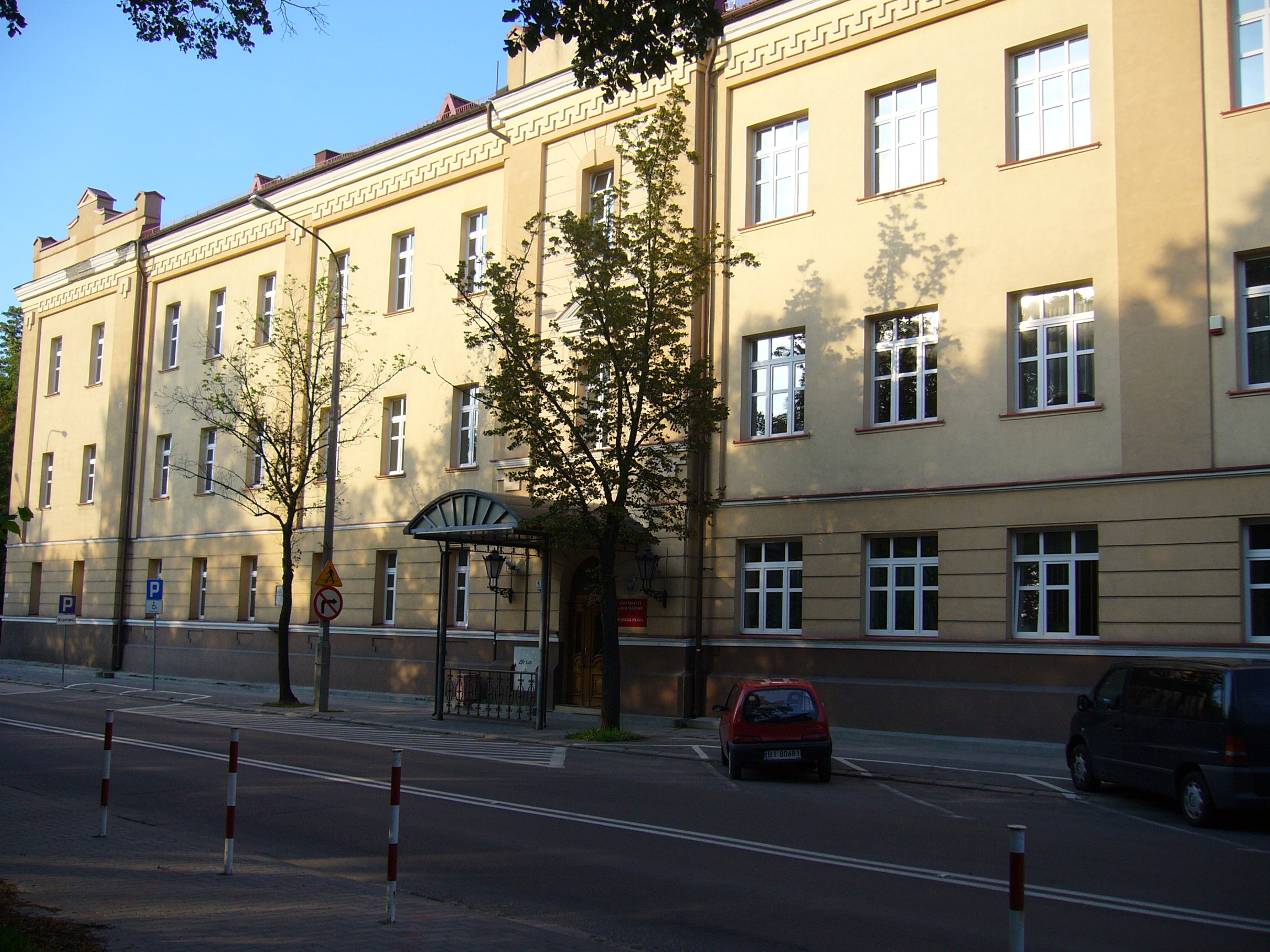
Gebäude der rechtswissenschaftlichen Fakultät

Die Universität Białystok (polnisch: Uniwersytet w Białymstoku; lat.: Universitas Bialostocensis) ist eine Universität in Białystok, Polen. Sie unterhält zudem eine Zweigstelle in der litauischen Hauptstadt Vilnius.
Die Universität Białystok wurde am 19. Juni 1997 eröffnet und ist eine Nachfolgeeinrichtung einer Białystoker Abteilung der Universität Warschau. Zurzeit besuchen 17.000 Studierende in 7 Fakultäten und 16 Studiengängen die Hochschule. Ihnen werden die Abschlüsse bzw. Diplome, Bachelor und Magister Artium sowie der Doktorgrad und die Habilitation angeboten.

## Leitung
Rektor der Universität ist von 2016 bis 2020 Robert Ciborowski.

## Fakultäten
- Fakultät für Physik
- Fakultät für Biologie-Chemie
- Fakultät für Wirtschaftswissenschaft
- Fakultät für Philologie
- Fakultät für Historik-Soziologie
- Fakultät für Mathematik
- Fakultät für Pädagogik und Psychologie
- Fakultät für Rechtswissenschaften

## Unabhängige Institute
- Lehrstuhl für katholische Theologie
- Lehrstuhl für orthodoxe Theologie
- Fremdsprachenzentrum (SPNJO)
  - Goethe-Institut – Prüfungszentrum an der UwB
  - TELC The European Language Certificates –  Prüfungszentrum an der UwB
  - "Glotta"-Fremdsprachenkurse
- Zentrum Ost für Technologie-Transfer
- Naturkundemuseum
- Biuro Karier
- Zentralbibliothek
- Studiengang Sport
- Zentrum für Didaktik
- Alliance Francaise
- Wydawnictwo UwB
- Centrum ds. Informatyzacji
- Bibliothek des British Council